# Mari El

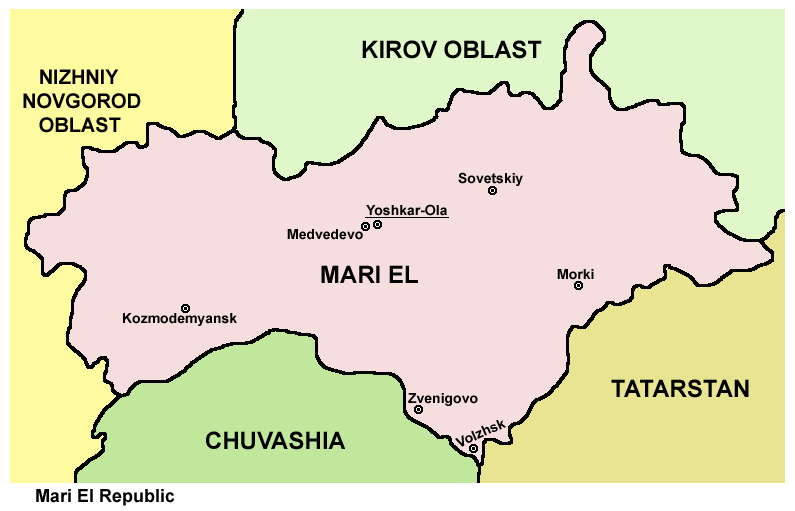

Cộng hòa Mari El (tiếng Nga: Респу́блика Мари́й Эл; tiếng Mari: Марий Эл Республик) là một chủ thể liên bang của Nga (một nước cộng hòa). Phiên âm la tinh theo tiếng Nga và tiếng Mari lần lượt là Respublika Mariy El và Marii El Respublik.

## Địa lý
Nước cộng hòa này nằm ở phía đông Đồng bằng Đông Âu của liên bang Nga, dọc theo sông Volga. 57% lãnh thổ ở đây là núi. 
- Diện tích: 23.200 km² (9.000 mi²)
- Biên giới nội địa: Nizhny Novgorod Oblast (SW/W/NW/N), Kirov Oblast (N/NE/E), Cộng hòa Tatarstan (SE/S), Cộng hòa Chuvash (S)
- Điểm cao nhất: 278

## Tài nguyên thiên nhiên
Không có nguồn tài nguyên thiên nhiên đáng kể nào cho lĩnh vực công nghiệp. Các tài nguyên khác bao gồm than bùn, nước khoáng, đá vôi.

## Khí hậu
Khí hậu ở đây là kiểu khí hậu ôn đới lục địa. Mùa đông lạnh và nhiều tuyết. Mùa hè ấm và thường có mưa.
- Khí hậu trung bình tháng Một: −13 °C (8,6 °F)
- Khí hậu trung bình tháng Bảy: +19 °C (66,2 °F)
- Lượng mưa trung bình: 450–500 mm